# 1929 au Québec
Cet article traite des événements survenus en 1929 au Québec. 

## Événements

### Janvier
- 8 janvier : début de la deuxième session de la 17e législature (en). Le discours du Trône annonce des projets de loi sur la liberté de la presse, la création d'une radio d'État, la construction de nouveaux ponts et le développement de l'enseignement agricole[1].
- 10 janvier : Lomer Gouin est assermenté comme lieutenant-gouverneur[2].
- 19 janvier : dans un éditorial du Devoir, Henri Bourassa critique les Franco-Américains qui, selon lui, font passer leur lutte pour la conservation de la langue avant le respect envers l'autorité épiscopale. Selon plusieurs historiens, ces écrits marquent la fin de la lutte des Franco-Américains contre l'américanisation totale[3].
- 29 janvier : le discours du budget, lû par le trésorier Jacob Nicol, annonce des dépenses de près de 33 millions de dollars pour l'année en cours[1].

### Février
- 5 février : le ministre Athanase David annonce qu'une somme de 1 million de dollars sera allouée annuellement à l'assistance publique[4].
- 22 février : le gouvernement Taschereau annonce que des indemnités de 23 877 $ ont été remboursés aux victimes de l'inondation du lac Saint-Jean en 1928. De ce montant, la compagnie Duke-Price a payé 10 000 $, la Quebec Lake Saint John & Chibougamau Railway 5 000 $ et le gouvernement 8 377 $[5].
- 26 février :
  - le premier ministre Taschereau découvre un bâton de dynamite éteint à l'entrée de son bureau. On s'aperçoit que la mèche avait auparavant été allumée, mais l'auteur de l'attentat ne sera jamais connu[1].
  - un projet de loi sur le suffrage féminin est rejeté par 50 voix contre 16[6].
- 28 février : l'Assemblée législative adopte une loi donnant le droit de vote aux femmes aux élections municipales de Montréal[7].

### Mars
- 11 mars : dépôt d'un projet de loi devant créer une station de radio publique[8].
- 21 mars : l'Assemblée législative adopte une loi sur la liberté de la presse[9].
- 28 mars : le lieutenant-gouverneur et ancien premier ministre du québec, Lomer Gouin succombe à une crise d'angine à l'Assemblée législative au moment où il allait proroger la session. Il avait 65 ans[1].

### Avril
- 2 avril : le nouveau lieutenant-gouverneur Henry George Carroll est assermenté[10].
- 4 avril : la session est prorogée[11].
- 22 avril : on commence à construire une route carrossable sur le pont de Québec[12].
- 24 avril : Louis-Alexandre Taschereau procède à un remaniement ministériel. Joseph-Édouard Perrault devient ministre de la Voirie, Joseph-Léonide Perron ministre de l'Agriculture et Hector Laferté ministre de la Colonisation[13].

### Mai
- 13 mai : le libéral Adélard Godbout est élu sans opposition à l'élection partielle de L'Islet[14].
- 30 mai : la Cour d'appel statue que la loi obligeant les théâtres et les cinémas à fermer le dimanche est légale[15].

### Juin
- 15 juin : le nouveau Manoir Richelieu est inauguré[16].
- 20 juin : le nouveau ministre de l'Agriculture Joseph-Léonide Perron rend public un nouveau programme d'aide aux agriculteurs[17].
- 21 juin : Arthur Sauvé annonce sa démission comme chef du Parti conservateur du Québec[18].

### Juillet
- 10 juillet : Camillien Houde est élu chef du Parti conservateur du Québec lors du congrès à la chefferie[19].

### Août
- 14 août : le gouvernement Taschereau crée une commission d'enquête sur les droits civils des femmes au Québec[20].

### Septembre
- 12 septembre : à la suite de la nomination de Jacob Nicol au Conseil législatif, Andrew Ross McMaster lui succède comme trésorier de la province[11].
- 22 septembre - Le pont de Québec est ouvert à la circulation automobile[21].
- 30 septembre : Andrew Ross McMaster remporte l'élection partielle de Compton[22].

### Octobre
- 12 octobre : les travaux de la Beauharnois Light, Heat and Power sont inaugurés[23].
- 24 octobre : le premier ministre britannique Ramsay MacDonald est en visite à Québec[1].
- 28 octobre : le Parti libéral remporte l'élection partielle de Richelieu[24].
- 29 octobre : la Bourse de Montréal s'effondre à la suite du Krach de Wall Street. Au cours de la journée, 382 521 actions changent de main. Certains titres perdent jusqu'à 40 points[25].

### Novembre
- 16 novembre : Joseph-Léonide Perron remporte l'élection partielle de Montcalm[26].

### Décembre
- 9 décembre : Honoré Mercier fils annonce la création du Parc des Laurentides entre la région de Québec et celle du Saguenay-Lac-Saint-Jean[27].
- 16 décembre : à Trois-Rivières, Andrew Day tue sa femme et ses 7 enfants et tente ensuite de se suicider. Il déclare avoir tout perdu à la Bourse. Il s'agit de la première tuerie de ce genre connue au Québec[28].
- 24 décembre : le député conservateur de Hull, Aimé Guertin, propose d'obliger les employeurs de donner un salaire minimum au Québec de 35 cents l'heure à leurs employés[29].

## Naissances
- Paul-Émile Tremblay (journaliste) († 9 avril 2023)
- Roger Miron (auteur-compositeur-interprète et guitariste) († 27 septembre 2024)
- 17 janvier - Jacques Plante (gardien de but au hockey) († 27 février 1986)
- 17 février - Patrice Laplante (mécanicien, commerçant et homme politique) († 6 août 2020)
- 18 février - André Mathieu (musicien) († 2 juin 1968)
- 23 février - Claude Ulysse Lefebvre (homme politique) († 19 janvier 2016)
- 28 février - Joseph Rouleau (chanteur lyrique) († 12 juillet 2019)
- 4 mars - Paolo Noël (chanteur et acteur) († 17 avril 2022)
- 6 mars - François Aquin (homme politique) († 23 novembre 2017)
- 24 mars - Marianna O'Gallagher (femme de lettres et religieuse) († 24 mai 2010)
- 28 mars - Francis Dufour (homme politique) († 25 mai 2020)
- 6 avril - Guylaine Guy (chanteuse, actrice, artiste visuelle) († 31 mars 2024)
- 22 avril - Yvon Leroux (acteur) († 2 février 2010)
- 30 avril - Fleming Mackell (joueur de hockey) († 19 octobre 2015)
- 4 mai - Roland Giguère (écrivain) († 17 août 2003)
- 6 mai - Jean-Guy Couture (prêtre) († 2 janvier 2022)
- 8 mai - Claude Castonguay (homme politique) († 12 décembre 2020)
- 12 mai - Dollard St-Laurent (joueur de hockey) († 6 avril 2015)
- 14 mai - Gump Worsley (gardien de but de hockey) († 26 janvier 2007)
- 15 mai - Maurice Boyer  (quilleur et homme d'affaires) († 6 mars 2003)
- 16 mai - Claude Morin (homme politique)
- 20 mai - Gilles Loiselle (journaliste, député, diplomate) († 29 septembre 2022)
- 5 juin - Normand Hudon (caricaturiste) († 8 janvier 1997)
- 9 juin - Jean « Johhny » Rougeau (lutteur et homme d'affaires) († 25 mai 1983)
- 3 juillet - Béatrice Picard (actrice)
- 14 juillet - Robert Desroches (acteur) († 15 juin 2021)
- 26 juillet - Marc Lalonde (homme politique) († 6 mai 2023)
- 30 août - Jacques Létourneau (acteur)
- 3 septembre -Armand Vaillancourt (sculpteur et peintre)
- 4 septembre - Françoise Faucher (actrice)
- 8 septembre - Jean Brousseau (acteur) († 17 juin 2020)
- 10 septembre - Michel Bélanger (homme d'affaires) († 11 février 1997)
- 14 septembre - Maurice Vachon (lutteur) († 21 novembre 2013)
- 19 septembre - Louis de Santis (acteur) († 26 avril 2022)
- 20 septembre - Monique Lepage (actrice)
- 22 septembre
  - Serge Garant (musicien) († 1er novembre 1986)
  - Paul-Marie Lapointe (poète et journaliste) († 16 août 2011)
- 14 octobre - André d'Allemagne (fondateur du RIN) († 1er février 2001)
- 24 octobre - Hubert Aquin (écrivain) († 15 mars 1977)
- 27 octobre - Fernand Arsenault (professeur) († 20 février 2025)
- 9 novembre - Marc Favreau (acteur et humoriste) († 17 décembre 2005)
- 21 novembre - Laurier LaPierre (journaliste et homme politique) († 16 décembre 2012)
- 23 novembre - Jacques Couture (homme politique) († 10 août 1995)
- 28 novembre - Yves Morin (médecin et homme politique) († 4 juin 2024)

## Décès
- 28 mars - Lomer Gouin (ancien premier ministre du Québec) (º 19 mars 1861)
- 4 septembre - Dina Bélanger (personnalité religieuse) (º 30 avril 1897)
- 22 octobre - William Alexander Weir (avocat et homme politique) - Mort en Angleterre. (º 15 octobre 1858)
- 2 novembre - Albert William Atwater (avocat et homme politique) - Mort en Italie (º 19 mai 1856)
- 23 novembre - Samuel Casavant (homme d'affaires) (º 4 avril 1859)